# Estação Ferroviária do Entroncamento
A estação ferroviária do Entroncamento (ou do Entroncamento), originalmente denominada de Ponte da Pedra, é uma interface ferroviária das Linhas do Norte e da Beira Baixa, que serve a localidade do Entroncamento, no distrito de Santarém, em Portugal. Foi inaugurado em 7 de Novembro de 1862, como o apeadeiro de Ponte da Pedra, tendo-se tornado no ponto de bifurcação com a Linha do Norte com a abertura do correspondente lanço até Soure em 22 de Maio de 1864. Conheceu importantes obras de expansão nos primeiros anos após a abertura, e nas décadas de 1920 e 1930. Nas décadas de 1950 e 1960 voltou a ser alvo de obras de modernização, com a electrificação da via férrea e a adaptação das oficinas para substituir as locomotivas a vapor por material eléctrico e a gasóleo.

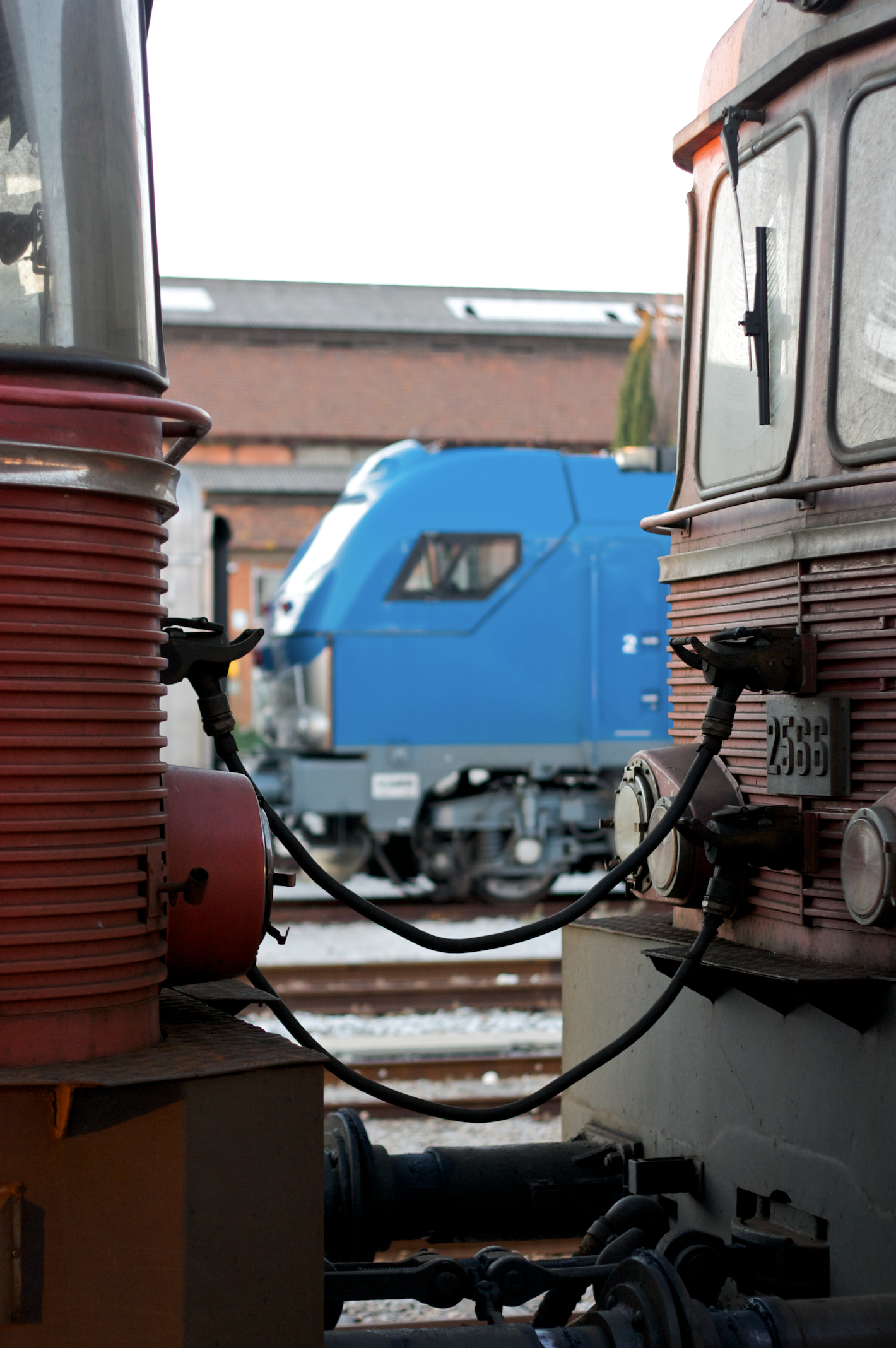
Locomotivas em operações no Entroncamento.

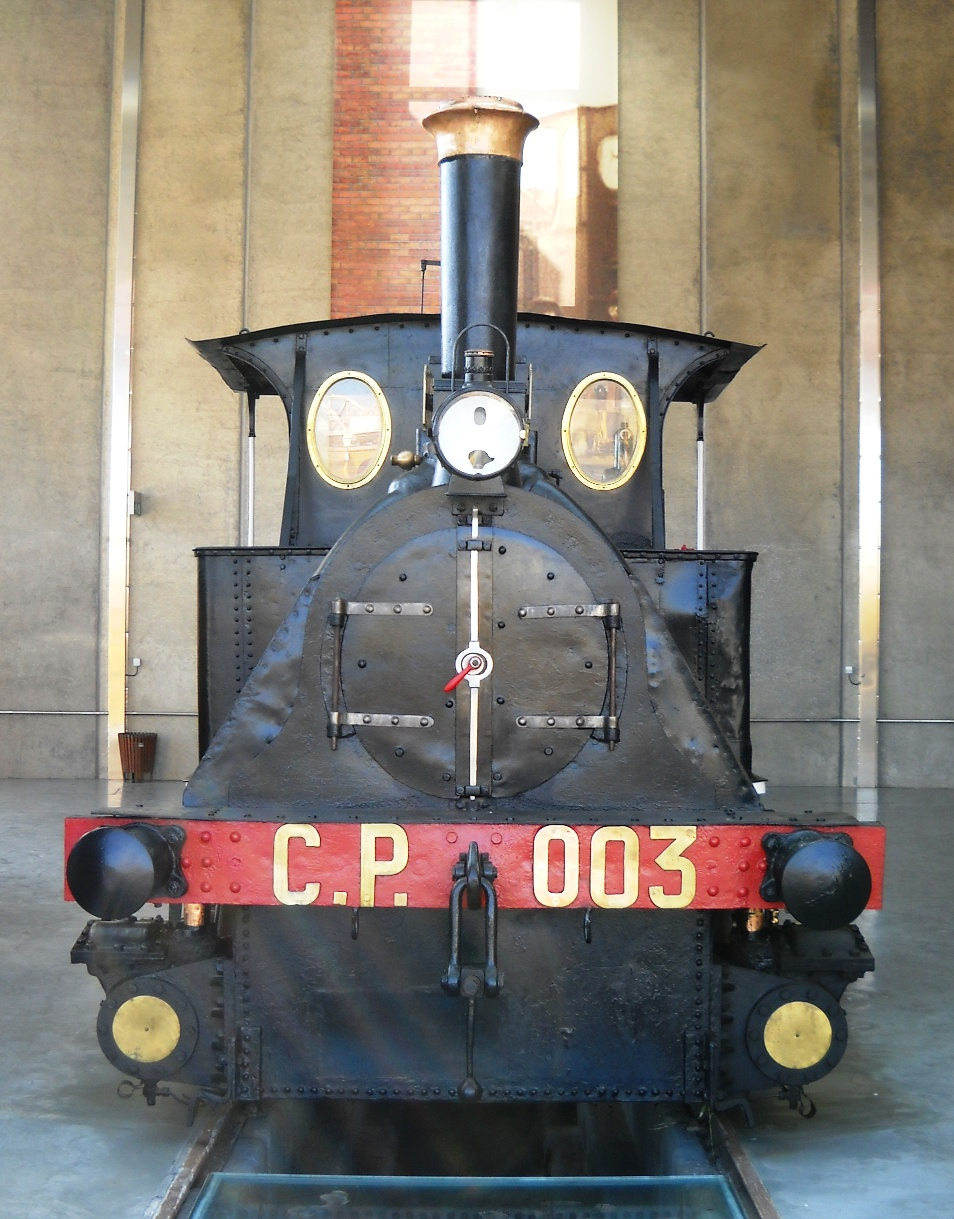
Locomotiva histórica musealizada no Entroncamento.

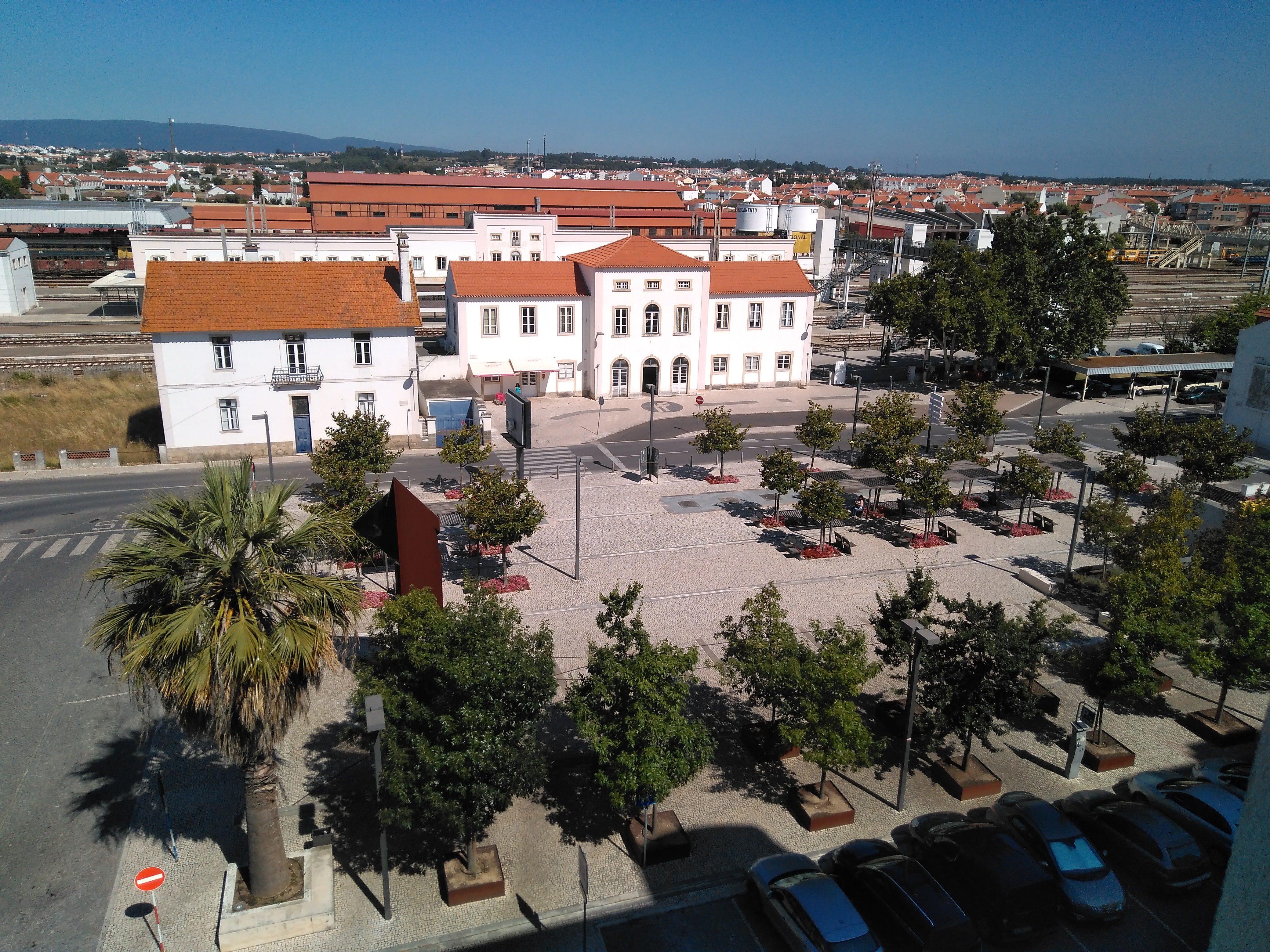
Praça da República, com o edifício de entrada na estação.

## Descrição

### Localização e acessos
Esta interface situa-se na localidade do Entroncamento, nas imediações da Praça da República. Neste local, junto ao edifício de entrada da estação, têm paragem todas as quatro carreiras dos transportes rodoviários municipais (TURE).

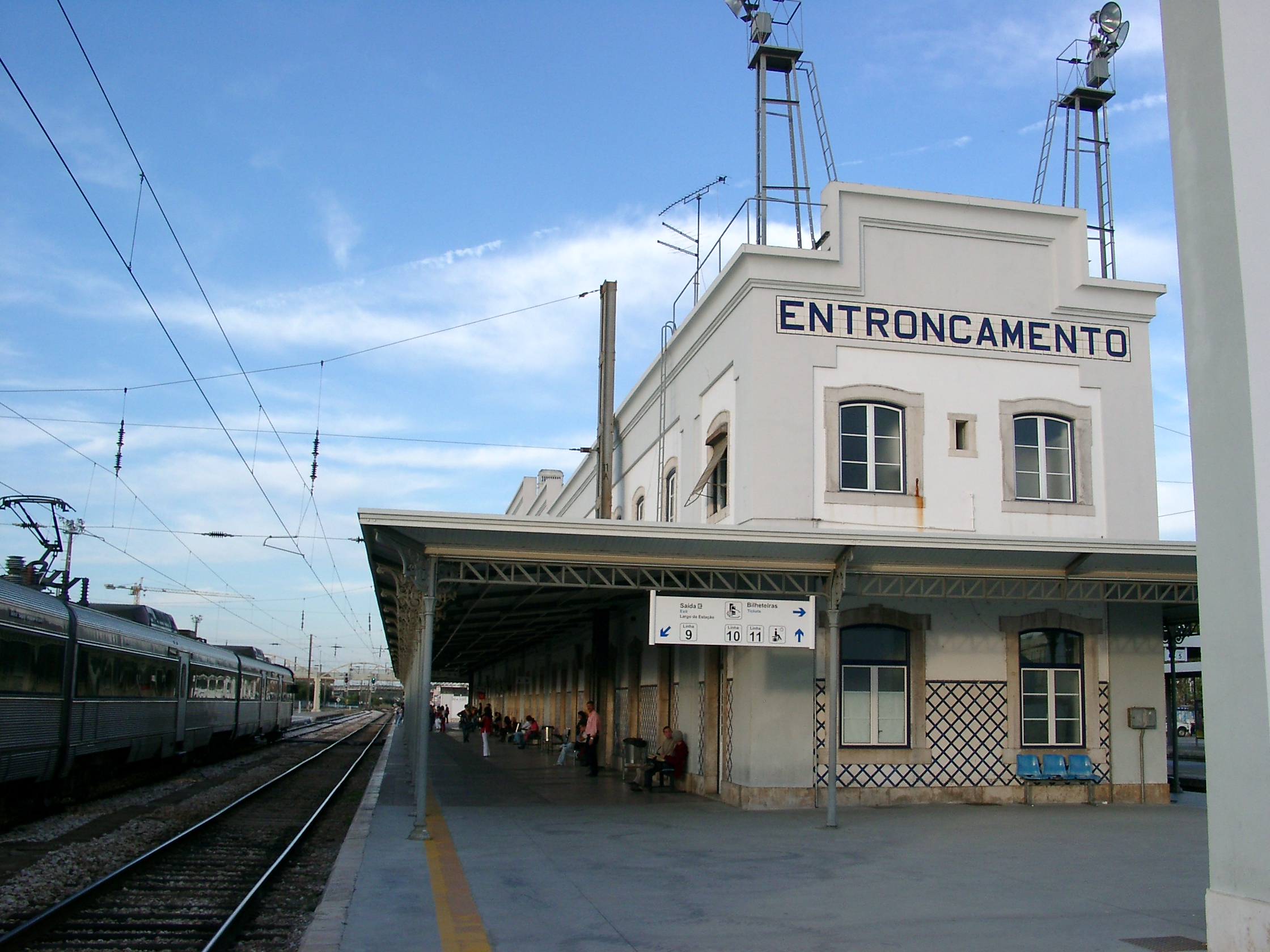
Edifício de passageiros na plataforma central (vias 5-9), em 2008.

### Infraestrutura
O edifício de passageiros nominal situa-se do lado sudeste da via (lado direito do sentido ascendente, para Campanhã e para Guarda).
Esta interface apresenta oito vias de circulação (identificadas como I, II, III, IV, V, IX, X, e XI), eletrificadas em toda a sua extensão e com comprimentos variando entre os 288 e 603 m, todas exceto a primeira acessíveis por plataformas com 294 m de extensão e 40 cm de altura; existem ainda 51 vias secundárias (identificadas como VI, VI-S, VII-S, VIII, VIII-S, XII, XIII, XIV, XV, XVI-N, XVII-N, XVIII-N, XVIII-S, GR1 (=“Topo Sul”), LA (=“Arames”), P1 (=“Tira Picos”), P6, P8, P9, L25 (=“Guerra”), 1 Formação, 2 Formação, T1 a T11, T14 a T24, T12, T13, e T25 a T29 — ordenação sic) com comprimentos entre 87 e 726 m e que estão, algumas, eletrificadas na sua totalidade, não o estando de todo todas a numeradas com T e P, ambas as de formação, XVI-N, XVII-N, XVIII-N, e XVIII-S. Esta configuração apresenta-se algo ampliada em comparação com a de décadas anteriores; nela situam-se numerosas instalações ferroviárias com ligação à rede:
- Parque oficinal da MSC, um Ramal de Estação (cód. 125; dep. 32672/32680;[1] inst. n.º 77) centrado ao PK 104+560 e gerido pela Medway Terminals, com tipologia «Instalações de Manutenção».[3]
- Oficina TVT, um Ramal de Estação (cód. 126;[1] inst. n.º 127) centrada ao PK 106+14 e gerida pela GMF - Gestión de Maquinaria Ferroviaria, com tipologia «Instalações de Manutenção».[3]
- Terminal Vale do Tejo (TVT), um Ramal de Estação (cód. 126;[1] inst. n.º 77) centrado ao PK 106+15 e gerido pela Medway Terminals, com tipologia «Terminal Ferroviário Multiserviço».[3]
- Parque Oficinal Centro - Entroncamento, um Ramal de Estação (cód. 126;[1] inst. n.º 126) centrado ao PK 106+302 e gerido pela C.P. - Manutenção e Engenharia, com tipologia «Instalações de Manutenção».[3]
- Área de intervenção de Entroncamento (inst. n.º 155) centrada ao PK 106+302 e gerida pela I.P., com tipologia «Instalações para Meios de Auxílio».[3]
- Posto de Abastecimento de Gasóleo de Entroncamento (inst. n.º 141) centrado ao PK 106+302 e gerido pela Medway, com tipologia «Instalações Abastecimento Combustível».[3]
- Triagem Sul[18] (inst. n.º 150) centrada ao PK 106+302 e gerida pela I.P., com tipologia «Linhas de Triagem e Manobras».[3]
- Oficina de Manutenção Vagões - Entroncamento (inst. n.º 135) centrada ao PK 107+00 e gerida pela Medway, com tipologia «Instalações de Manutenção».[3]

| característica | Norte desc. | Norte desc.  | Norte asc. | Norte asc.   | B. Baixa | B. Baixa    |
| -------------- | ----------- | ------------ | ---------- | ------------ | -------- | ----------- |
| vias           | Lamarosa    | via dupla    | Setil      | via dupla    | Abrantes | via única   |
| vel. máx.      | Lamarosa    | 160-220 km/h | Setil      | 120-160 km/h | Abrantes | 90-120 km/h |
| compr. máx.    | Pombal      | 630 m        | Lx-S.Ap.   | 550 m        | Abrantes | 570 m       |
| exploração     | Lamarosa    | RCAP         | Cartaxo    | RCAP         | Abrantes | RCI         |

Situa-se junto a esta estação, aos PK 103+843 a PK 103+935, a substação de tração do Entroncamento, contratada à C.P., que assegura aqui a eletrificação de partes da Linha do Norte e da Linha da Beira Baixa e de todo o Ramal de Tomar, entre as zonas neutras de Caxarias e de Vale de Santarém e o término do troço eletrificado, em Tomar; complementarmente existe também, no mesmo local, a zona neutra do Entroncamento que divide em duas partes, isolando-as, o referido troço da rede alimentado por esta subestação, estando prevista a sua deslocalização para local próximo, também dentro do complexo da estação do Entroncamento, a concluir em 2025.

### Serviços
Em dados de 2023, esta interface é servida por comboios de passageiros da C.P. de tipos regional, inter-regional, intercidades, e Alfa Pendular.

## História

### Século XIX

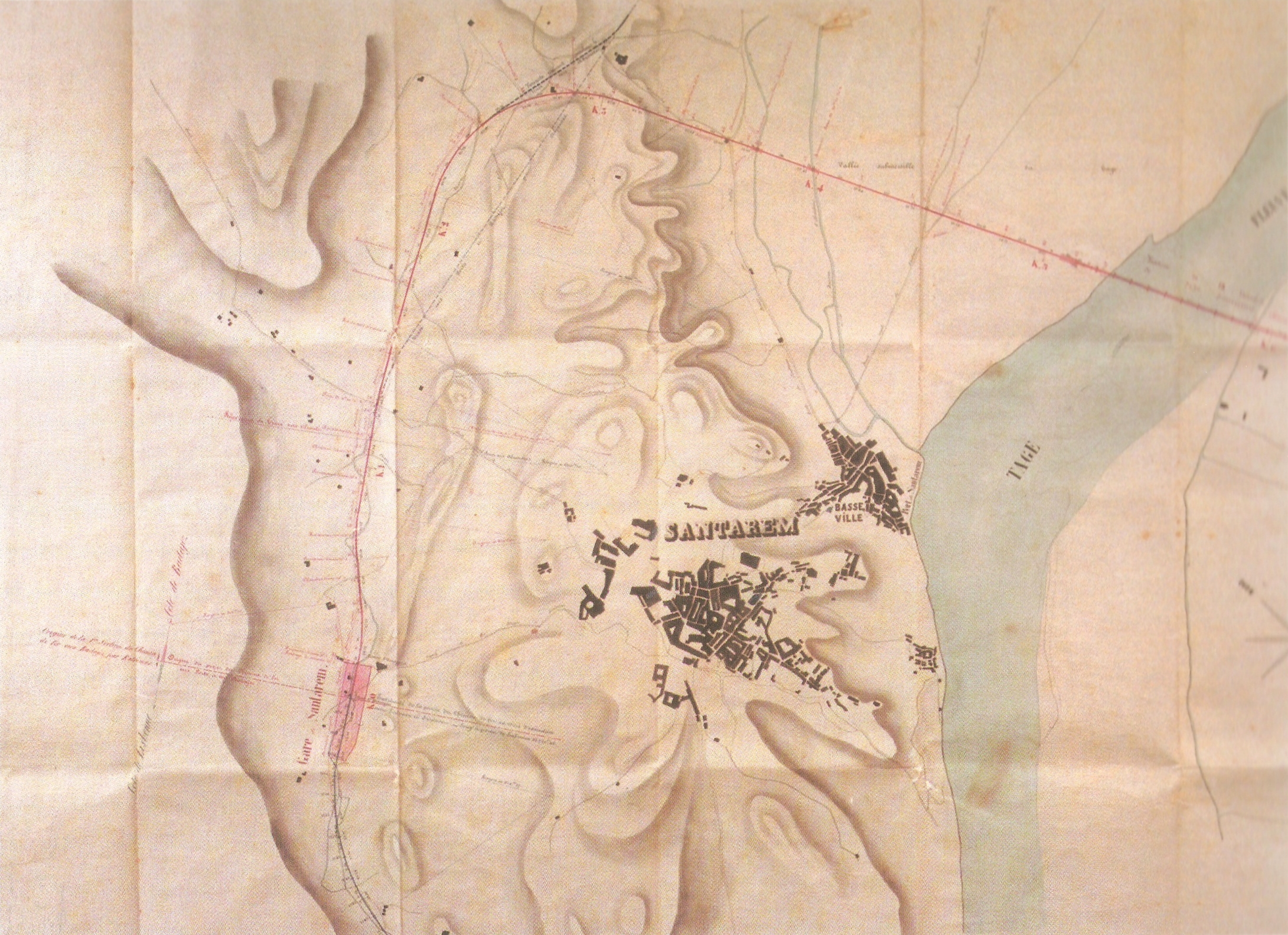
Mapa com o projecto original para a bifurcação, em Santarém em vez do Entroncamento.

#### Planeamento e construção
Nos princípios da década de 1850, quando se começou a discutir o traçado dos caminhos de ferro entre Lisboa e a cidade do Porto e para Badajoz, decidiu-se inicialmente que as duas linhas teriam um percurso em comum desde a capital até Santarém, tendo o local de bifurcação sido posteriormente modificado para um local próximo de Vila Nova da Barquinha.
Antes da introdução do caminho de ferro, aquela região tinha grandes dificuldades nos transportes, sendo o Rio Tejo o principal eixo de comunicação. Ainda assim, quando se iniciaram os estudos para a construção da via férrea, esta não foi bem recebida na região, uma vez que iria ameaçar as actividades ligadas ao tráfego fluvial, motivo pelo qual o caminho de ferro foi relegado para uma zona deserta, conhecida como Ponte da Pedra.
Quando se planeou o traçado da linha até Espanha, D. José de Salamanca y Mayol, fundador e administrador da Companhia Real dos Caminhos de Ferro Portugueses, ordenou que naquele local deveria ser feita a bifurcação com a futura Linha do Norte. O projecto oficial para a segunda secção do Caminho de Ferro do Leste, da Ribeira de Santarém à margem do Tejo em Constância, preconizava a passagem da férrea pelo Alto da Atalaia, onde os engenheiros Aguiar e Wattier tinham sugerido que fosse construída a estação de bifurcação com futura Linha do Norte, e depois atravessava o Rio Zêzere junto a Constância, passava em frente daquela vila, e cruzava o Tejo. Embora este traçado ficasse muito mais dispendioso, devido a maiores movimentações de terra, à necessidade de demolições em Constância e à construção de duas grandes pontes, ficaria em melhores condições de serviço, com menores rampas, além que atravessaria o Tejo num ponto mais favorável. Em 21 de Julho de 1860, o Conselho Superior de Obras Públicas emitiu o seu parecer sobre este troço, no qual o fiscal do governo sugeriu três variantes, duas das quais junto a Ponte da Pedra, de forma a mudar o local para a futura ponte sobre o Tejo, que ficaria entre Constância e a Praia do Ribatejo, deixando a via férrea de passar junto ao Alto da Atalaia. Este novo traçado seria mais económico, porque necessitava de menos movimentos de terras, além que dispensava a construção da ponte sobre o Zêzere. Deixou-se a escolha do local de bifurcação para quando fossem feitos os estudos mais detalhados para a Linha do Norte.

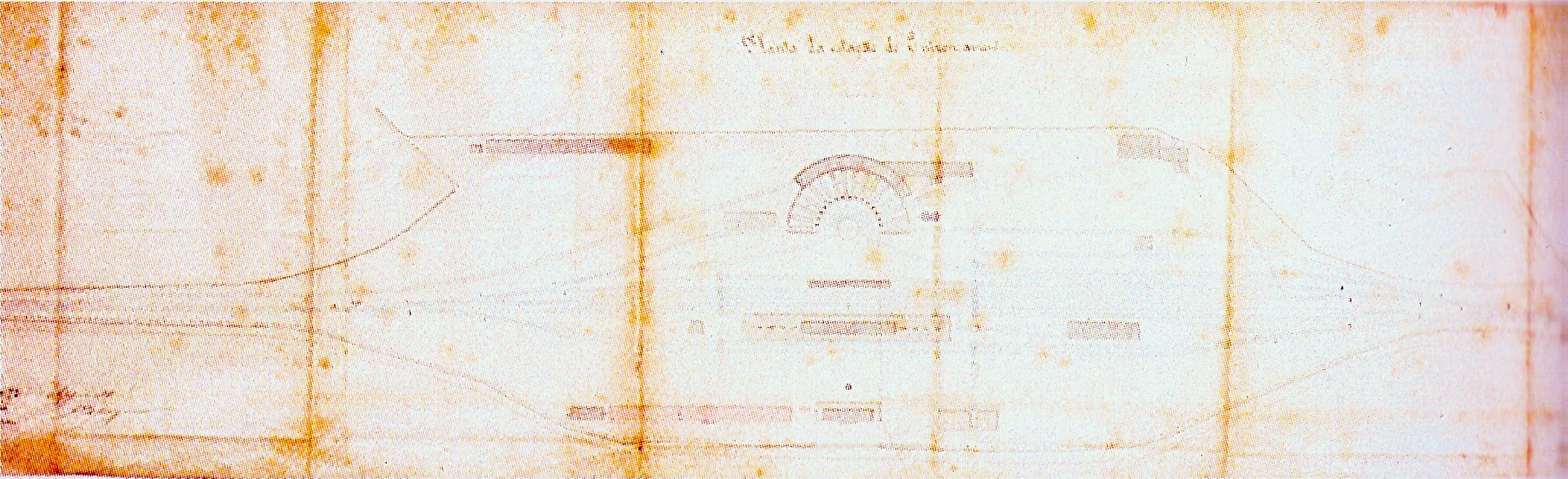
Diagrama da estação do Entroncamento em 1873

#### Inauguração e expansão
Quando entrou ao serviço o troço entre Santarém e Abrantes do então denominado Caminho de Ferro do Leste, em 7 de Novembro de 1862, foi aqui instalado apenas um apeadeiro, denominado de Ponte da Pedra, situado a cerca de um quilómetro de distância da povoação com o mesmo nome. A bifurcação foi estabelecida com a entrada ao serviço do troço da Linha do Norte entre o Entroncamento e Soure, em 22 de Maio de 1864. Em 7 de Julho desse ano, abriu o troço entre Soure e Taveiro, completando a Linha entre Lisboa e Vila Nova de Gaia. Fundou-se aqui um novo aglomerado populacional para albergar os ferroviários, que por estar na junção entre as linhas recebeu o nome de Entroncamento.
Inicialmente, a gare do Entroncamento era composta apenas pelo edifício da estação e um depósito para as locomotivas, mas depressa teve de ser expandida com novas instalações, devido ao aumento do tráfego de passageiros e mercadorias. De igual forma, a povoação do Entroncamento, que originalmente era formada por barracas de madeira de ambos os lados da via férrea, também conheceu um crescimento rápido e constante, em virtude do movimento da estação. Em 1882 foi construída a primeira escola, para servir os filhos dos ferroviários, e dois anos depois foi instalada uma oficina para a reparação das locomotivas.
A situação do Entroncamento como pólo ferroviário contribuiu para o desenvolvimento das comunicações na região, servindo povoações como Torres Novas, situada a 7 km da estação. Com efeito, posteriormente foi criada uma empresa de transporte por estrada entre Torres Novas e a gare do Entroncamento, apesar da vila ter já uma estação própria.

#### Década de 1890
No dia 5 de Setembro de 1891, foi organizado um comboio especial para transportar a família real durante a inauguração da Linha da Beira Baixa, que parou no Entroncamento.
Em 8 de Abril de 1893, foi duplicada a via férrea entre Lisboa e o Entroncamento.

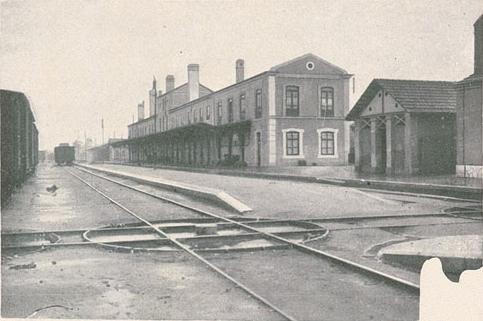
Estação do Entroncamento abandonada, durante a greve de Janeiro de 1914

### Século XX

#### Décadas de 1900 e 1910
A partir de 1900, verificou-se um grande aumento no uso do transporte ferroviário, e a partir da década de 1920 o tráfego de passageiros começou a deslocar-se cada vez mais para o Entroncamento.
No orçamento de 1903 da Companhia Real dos Caminhos de Ferro Portugueses, 13,5 contos de réis foram destacados para a realização de obras na Linha do Leste, das quais as mais importantes eram nos cais do Entroncamento.
Em Maio de 1912, o ministro António José de Almeida visitou a vila de Torres Novas, tendo no regresso partido da Estação do Entroncamento.
Em 1913, existia um serviço de diligências entre Torres Novas e a estação do Entroncamento.
Em 14 de Janeiro de 1914, iniciou-se uma das maiores greves dos ferroviários em Portugal, tendo os operários ocupado várias estações, incluindo o Entroncamento, onde se mostraram prontos para lutar contra as forças da ordem. No dia seguinte, um administrador da C.P. declarou ao jornal A Capital que as forças militares já tinham libertado parcialmente a estação, embora os grevistas ainda estivessem em controlo da alimentação eléctrica e do telégrafo, e tenham danificado a canalização de água para impedir a alimentação das locomotivas. Também foi destruída a placa giratória. A greve terminou alguns dias depois, mas ainda se verificaram alguns casos de sabotagem em Fevereiro, incluindo a tentativa de destruição de uma ponte de pedra no Entroncamento no dia 23.
Em Maio de 1917, já tinha sido pedido ao governo que fosse aprovado um projecto de ampliação da estação do Entroncamento.

#### Década de 1920
Em 1921, foi construída a central eléctrica, projectada em 1919, para alimentar o complexo da estação, especialmente as oficinas. O equipamento gerador era originalmente a vapor, tendo sido depois substituído por um a gasóleo.
Em Agosto de 1924, o governo autorizou um projecto da C.P. para a construção de habitações para os seus funcionários, junto à estação do Entroncamento.
Em 1926, foram declaradas várias expropriações junto à estação, para a construção de um bairro de operários, e para a instalação de várias infraestruturas, por forma a lidar com o aumento de tráfego que se estava a sentir.
Em 1927, foi concluído o Bairro Camões, projectado por Cottinelli Telmo em 1924 para alojar os funcionários da estação e das oficinas.

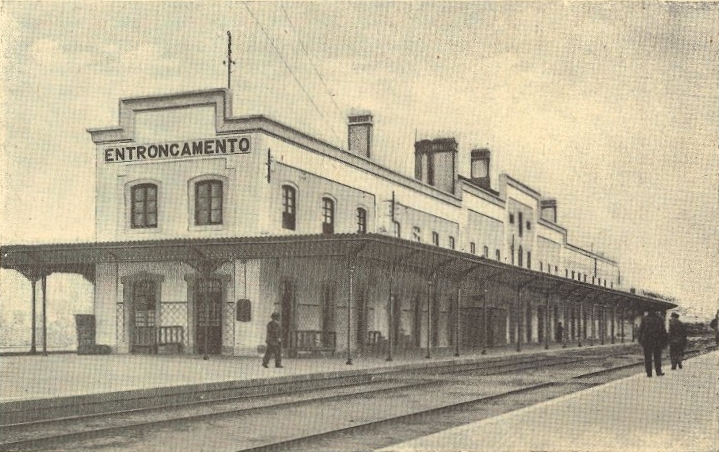
Edifício da estação, após as obras de modernização na década de 1930

#### Décadas de 1930 e 1940
Em 1933, a Companhia dos Caminhos de Ferro Portugueses levou a cabo obras de remodelação e melhoramento nesta interface. No ano seguinte, foi instalado um posto médico e um dispensário anti-tuberculoso, o dormitório foi ampliado, e foram realizadas obras de reparação parciais no edifício da estação.
Em 1935, Cottinelli Telmo desenhou o projecto para o armazém de víveres no Entroncamento, mas que não chegou a ser utilizado; em 1938, fez um novo projecto, que foi construído no ano seguinte. A construção deste edifício foi parte de uma iniciativa da C.P. para abastecer os seus funcionários a preços mais acessíveis em relação ao mercado. Em 29 de Julho de 1936, o Ministério das Obras Públicas e Comunicações ratificou o projecto das coberturas em betão para servirem de abrigo aos passageiros, nas plataformas descendentes.
O programa de modernização levado a cabo pela C.P. na década de 1930 também englobou a adaptação da oficina de vagões do Entroncamento para uma planta de cadeia de montagem, de forma a ensaiar as novas práticas de racionalização do espaço oficinal. Estas medidas aceleraram o ritmo de trabalho, aumentando a produtividade e diminuindo os custos, por exemplo através da redução do pessoal empregado. A redução do pessoal foi feita de forma lenta, através do não preenchimento das vagas criadas por reformas, falecimentos, processos disciplinares, etc. Nos finais da década, considerava-se que a oficina de vagões do Entroncamento era a mais avançada em Portugal, em termos de organização científica do trabalho; os trabalhos eram distribuídos pelos operários com antecedência, de forma a melhor encandear os vários processos associados à reparação dos vagões, sendo depois utilizado um sistema de cadeia de montagem onde cada trabalhador tinha um tempo definido para concluir uma tarefa. Também se operou uma modernização das ferramentas e técnicas na oficina, como a introdução de novas ferramentas pneumáticas e eléctricas, fossos por baixo dos vagões, e macacos especiais. As novas técnicas foram bem recebidas pelos operários, que nalguns casos até contribuíram com sugestões para melhorar o ritmo do trabalho.
Posteriormente, também foi instalado um infantário na estação, devido ao aumento do número de mulheres a integrar o tecido administrativo.
No dia 2 de Julho de 1945, foi feita uma viagem experimental da locomotiva 852, que rebocou um comboio com 1200 toneladas entre Lisboa e o Entroncamento.

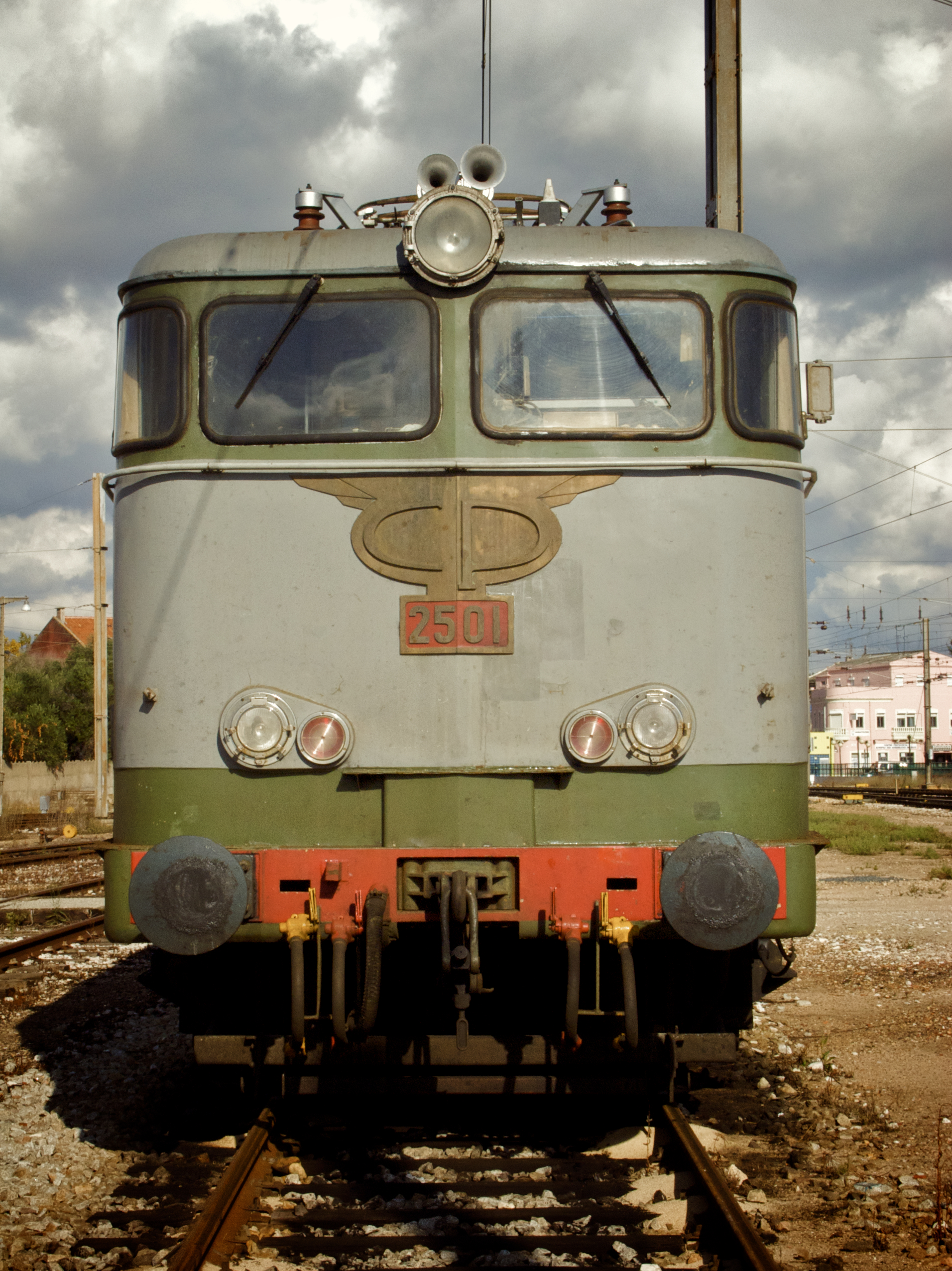
Locomotiva 2501, introduzida na Linha do Norte após a electrificação, em 1956.

#### Décadas de 1950 e 1960
Nos dias 9 e 10 de Dezembro de 1952, o Entroncamento foi palco de um exercício organizado pela Defesa Civil do Território, onde se fez um simulacro de um ataque militar. Este exercício teve a presença dos ministros da Defesa e do Exército e de outras altas individualidades militares e civis, junto com adidos militares estrangeiros, que depois fizeram uma visita às instalações ferroviárias, onde elogiaram os funcionários pelo seu papel durante o simulacro. O Entroncamento foi escolhido devido à sua importância estratégica como principal centro ferroviário do país, acolhendo nessa altura 90 comboios e 16.000 passageiros por dia.
Na década de 1950, a C.P. iniciou um programa de modernização do seu parque motor em Portugal, de forma a substituir as locomotivas a vapor por material eléctrico e a gasóleo. Em Maio de 1952, já se estudava a electrificação de vários troços, incluindo da Linha do Norte entre Santa Apolónia e o Entroncamento. Em 12 de Março de 1955, o Conselho de Administração contratou o Groupement d`Étude et Electrification des Chemins de Fer en Monophasé 50 Hz para a electrificação deste troço, enquanto que a instalação das telecomunicações foi entregue ao grupo Ericsson. No relatório de 1955 da Companhia, apresentado em Junho de 1956, previa-se que a Linha do Norte seria totalmente electrificada entre Lisboa e o Entroncamento no primeiro semestre de 1958. Ainda em 1955, o Conselho de Administração já tinha feito as suas propostas para as várias obras que seriam executadas no âmbito do II Plano de Fomento Nacional, incluindo a electrificação da Linha do Norte entre o Entroncamento e o Porto.
Em 4 de Julho de 1957, foi adjudicada ao Groupement a montagem dos sistemas de sinalização no Entroncamento, por 6 milhões de escudos. Este novo sistema substituiu o antigo equipamento mecânico do tipo Saxby. A primeira fase da electrificação, de Lisboa ao Entroncamento, foi terminada em Junho de 1958, e em Setembro de 1963, foi concluído o troço até ao Pombal, correspondente à primeira secção da segunda fase, até Vila Nova de Gaia. Para servir o novo material circulante, foi necessária uma profunda remodelação do complexo oficinal no Entroncamento, tendo o Conselho de Administração aprovado, em 25 de Janeiro de 1962, a adjudicação das oficinas para material eléctrico e a gasóleo, por conta do Plano de Fomento. A construção das oficinas foi adjudicada em 9 de Janeiro de 1964.
Entretanto, em 1955 algumas das locomotivas da Série 500 passaram a ter o seu depósito no Entroncamento, onde asseguravam comboios de passageiros nas Linhas do Norte e Leste e no Ramal de Cáceres. Foram sendo faseadas à medida que as locomotivas a gasóleo, como as da Série 1200, iam sendo baseadas no Entroncamento.
Em 17 de Outubro de 1963, o Conselho de Administração autorizou a substituição das locomotivas a vapor por material eléctrico no troço entre Entroncamento e Coimbra. O depósito das máquinas foi demolido após o final da tracção a vapor no centro do país, em 15 de Fevereiro de 1968.
Em 17 de Outubro de 1969, foi inaugurado o Centro de Formação do Entroncamento, composto pelos edifícios da direcção, escola e residencial, no âmbito de um esforço da C.P. para acompanhar a evolução tecnológica e valorizar o seu pessoal.
Em Março de 1967, parte da cerimónia inaugural do serviço ferroviário TER Lisboa Expresso teve lugar nesta estação, tendo um raparigas trajadas com o uniforme de guardas de passagem de nível entregue ao director geral da Red Nacional de Ferrocarriles Españoles um presente comemorativo do centenário dos caminhos de ferro portugueses; também foi oferecido um vinho de honra aos jornalistas e aos representantes das agências de viagens que se encontravam à espera do comboio. Nesta década, o Entroncamento era um dos principais pontos de concentração da rede ferroviária portuguesa, possuindo a única zona de triagem com a eficiência adequada a esta função.

#### Décadas de 1970 e 1980
Em 1975, foi criado o núcleo de manutenção da C.P. no Entroncamento, com 330 empregados que asseguravam a revisão a comboios e locomotivas.
Por volta de 1989, foi instalado um terminal intermodal junto à gare do Entroncamento, que devido à sua posição como nó ferroviário permitia um melhor escoamento das mercadorias para o resto do país e para o estrangeiro.

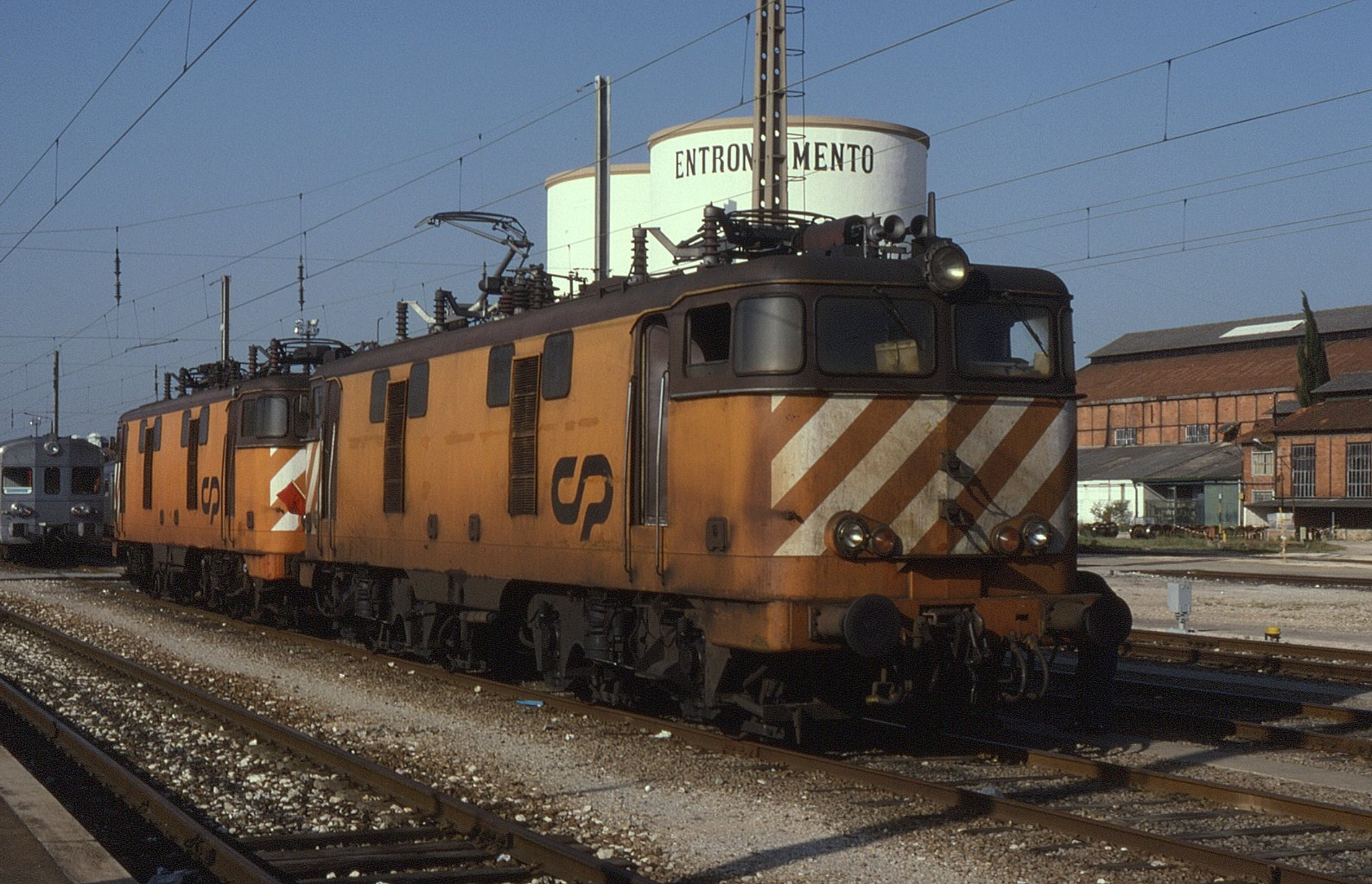
Locomotiva 2526 no Entroncamento, em 1999.

#### Década de 1990
Em 1990, foi realizado o concurso para o projecto SISSUL (Sistemas Integrados de Sinalização do Sul), que preconizava a renovação dos sistemas de sinalização em vários troços do chamado Itinerário do Carvão, incluindo do Entroncamento até à Central Termoeléctrica do Pego. Também estava prevista a instalação de dois centros de telecomando, sendo o do Entroncamento responsável por toda a área a Norte de Bombel.
Em Maio de 1991, foi criada a Comissão Instaladora do Museu Nacional Ferroviário no Entroncamento, com o objectivo de criar um núcleo museológico dedicado ao património ferroviário português. Esta iniciativa surgiu com a necessidade de formar um grande pólo sobre a evolução histórica dos caminhos de ferro nacionais, que antes estava distribuída por vários pequenos núcleos ao longo do país.
Na década de 1990, a C.P. foi desagregada em várias pequenas empresas associadas que operavam em segmentos específicos, tendo a EMEF - Empresa de Manutenção de Equipamento Ferroviário sido criada em 1993. Nesse ano, foi feita a apresentação oficial das locomotivas da Série 5600 ao público, na estação do Entroncamento.
Entre 1993 e 1994, foram modernizadas várias carruagens-bar da SOREFAME no Grupo Oficinal do Entroncamento (Empresa de Manutenção de Equipamento Ferroviário), tendo sido equipadas com ar condicionado. No mesmo período, também foram transformados os vagões de transporte de automóveis entre a AutoEuropa e o Porto de Setúbal, do tipo Hccerrs.
Em 1992, o número de trabalhadores na EMEF do Entroncamento foi reduzido a 214, a 190 em Setembro de 1994, e a 89 em Junho de 1995. Em meados da década de 1990, verificou-se um aumento de produtividade na EMEF, embora também se tenham acentuado as anomalias no processo de revisão, com um aumento na média de avarias nas automotoras eléctricas, além que muitas revisões regulares deixaram de ser feitas.

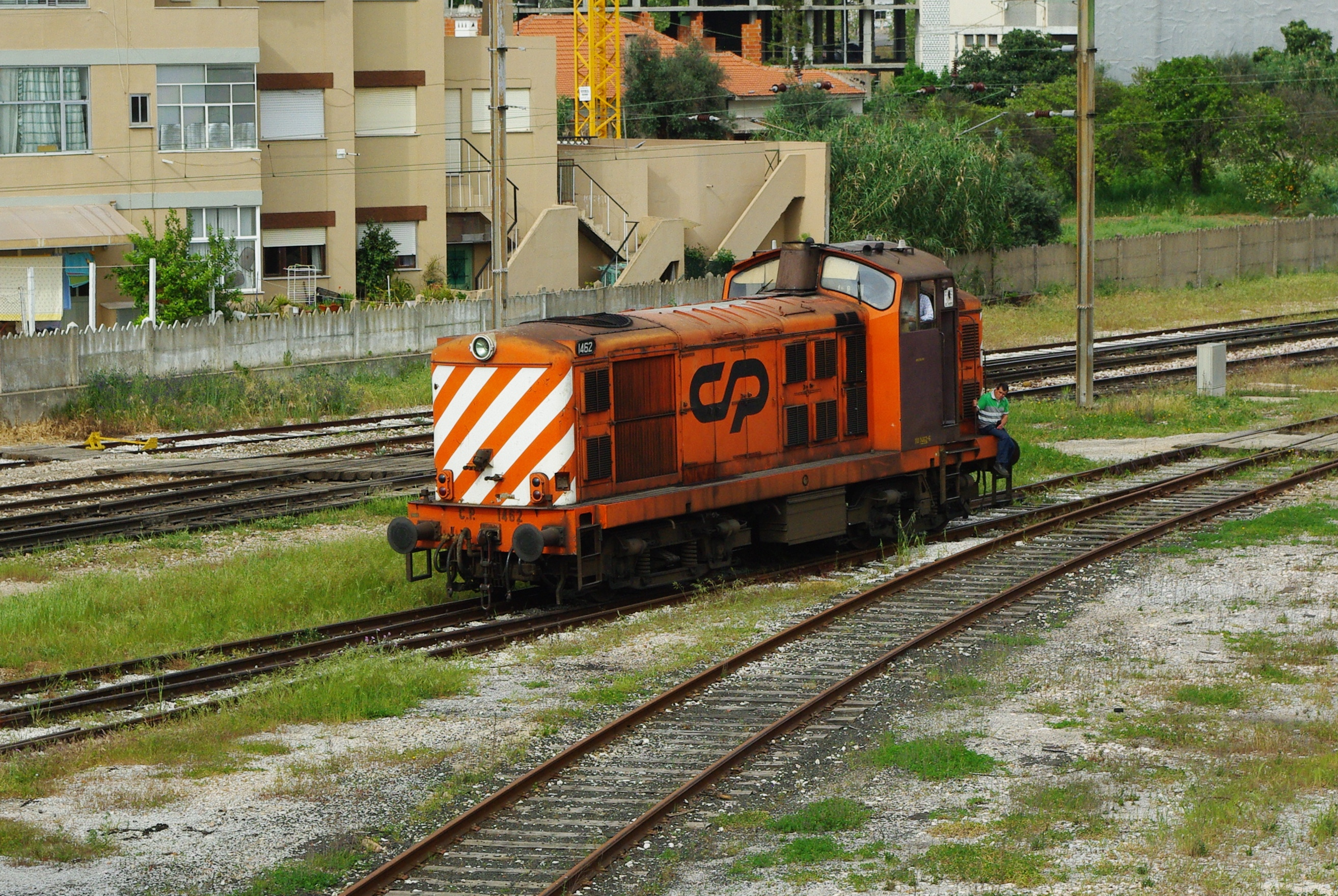
Locomotiva 1462 no Entroncamento, em 2009.

### Século XXI
Em 2003, a C.P. organizou um comboio a vapor entre o Entroncamento e Barca da Amieira, para promover o turismo naquela região. Nesse ano, foi libertado espaço nas linhas de triagem do Entroncamento, que estava ocupado por material para abate. Entre 2004 e 2005, entraram ao serviço as automotoras da Série 2240, que foram criadas a partir da modernização das antigas séries 2100, 2150 e 2200, no Entroncamento.
Em Janeiro de 2011, a estação ferroviária do Entroncamento apresentava sete vias de circulação, com comprimentos entre os 320 e 600 m; todas as plataformas tinham 300 m de extensão e 40 cm de altura, excepto a quinta, que possuía 30 cm de altura — valores mais tarde alterados para os atuais. Em Outubro de 2016, as dez automotoras da Série 4000 da CP estavam a ser alvo de obras de remodelação nas instalações da EMEF no Entroncamento, prevendo-se que este processo iria durar três anos, e que a primeira unidade ficasse pronta em 2017. Até ao início de 2018, já três unidades foram remodeladas.

O Entroncamento é um dos interfaces da Linha do Norte a equipar com vias de resguardo para estacionamento / ultrapassagem no âmbito da iniciativa Ferrovia 2020.

### Projectos cancelados de ligações a outras linhas

#### Ligação a Gouveia e Régua
Entre os projectos ferroviários no plano da rede complementar do centro, publicado em 1907, encontrava-se uma linha, em via estreita, entre o Entroncamento e Gouveia, passando por Tomar.
Aquando do planeamento para a revisão do plano da rede ferroviária, em 1927, as autoridades militares mostraram preferência pelo traçado de 1907 entre o Entroncamento e Gouveia, mas em via larga, e integrado numa rede até à Régua.

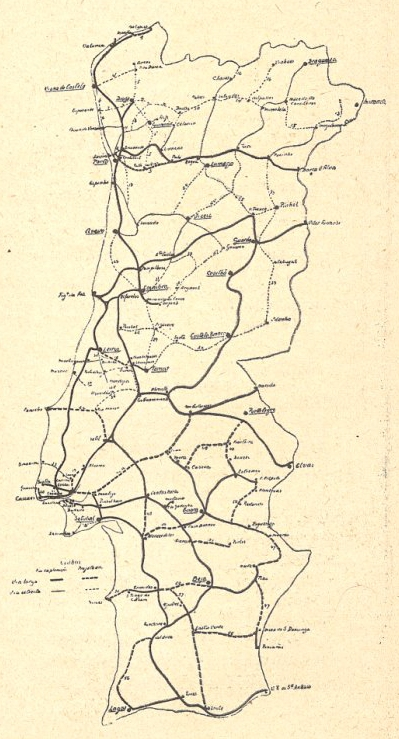
Plano da Rede de 1930, onde se pode ver o projecto cancelado para uma linha de via estreita entre o Entroncamento e Rio Maior, com ligação à Linha do Lena.

#### Ligação ao Lena e a Rio Maior
Em 1904, a comissão encarregada do plano também propôs e estudou uma ligação em linha métrica entre o Entroncamento e Rio Maior, transitando por Torres Novas e Alcanena. Esta linha ficou em estase, para ser posteriormente classificada.
Quando as concessões das minas e do Caminho de Ferro Mineiro do Lena foram transferidas para a The Match and Tobacco Timber Supply Company, foi planeada a continuação da linha mineira por Porto de Mós até Mendiga, de onde sairia um ramal por Alqueidão do Mato até ao Entroncamento, ligando desta forma os jazigos às Linhas do Leste e Norte; por outro lado, também traria facilidades à Companhia dos Caminhos de Ferro Portugueses, que desta forma poderia abastecer directamente os seus depósitos pelo carvão e pelos briquetes produzidos pela companhia mineira. A Match Company já estava a construir a linha de Batalha a Mendiga, pelo que pediu concessão para construir o ramal de Mendiga ao Entroncamento, esperando-se que o troço entre o Entroncamento e Alqueidão fossem posteriormente aproveitados para a ligação do Entroncamento a Rio Maior, que devia ser instalada após a conclusão da linha transversal entre o Setil e as Caldas da Rainha. Esta intenção foi comunicada à comissão para a revisão do Plano da Rede e ao Conselho Superior de Caminhos de Ferro, que tinha anteriormente defendido a classificação da linha métrica do Entroncamento a Rio Maior, com um ramal em Alqueidão para a Mendiga, e que a companhia mineira devia construir os troços do Entroncamento à Mendiga. O Decreto 14.866, de 3 de Janeiro de 1928, classificou aquela linha e o correspondente ramal para a Mendiga. O caminho de ferro foi construído até à Mendiga, e já se tinha encomendado o material circulante para se fazerem os comboios de passageiros; no entanto, as previsões em relação às reservas carboníferas revelaram-se demasiado confiantes, e a Match Company entrou em dificuldades financeiras, sendo substituída pela Empresa Mineira do Lena, que iniciou os serviços públicos entre Martingança e Porto de Mós. Porém, estes foram encerrados pouco depois, devido ao reduzido tráfego verificado.
Quando o plano geral da Rede foi publicado, em 1 de Abril de 1930, incluía a Linha do Entroncamento a Rio Maior, em via estreita.

#### Ligação a Tomar, Mora e ao Oeste
Nos finais do século XIX, a autarquia da Chamusca fez várias tentativas para trazer o caminho de ferro até ao seu concelho, tendo admitido, em 1899, que ficaria satisfeita com um ramal de via estreita de Montargil ou Couço até Torres Novas ou ao Entroncamento. Em 1911, foi pedido ao governo que a linha até Mora fosse prolongada até ao Entroncamento ou Abrantes.
Em 1913, a Câmara dos Deputados autorizou a construção de uma linha de Tomar à Nazaré, passando pelo Entroncamento, projecto que foi cancelado quando a autarquia de Tomar tomou a concessão para um caminho de ferro até à Linha do Norte.
Em 1926, a localidade de Torres Novas pediu que fosse construído um caminho de ferro desde o Entroncamento a Porto de Mós, passando por Minde, pretensão que surgiu na sequência do planeamento de uma linha de Tomar a Nazaré, que gerou uma forte controvérsia naquela região.
Em 18 de Janeiro de 1952, o jornalista José da Guerra Maio publicou uma carta aberta no jornal O Mensageiro, de Leiria, onde defendeu uma linha de Leiria até ao Entroncamento ou Chão de Maçãs, passando por Fátima.